# Vlag van Lika-Senj

Vlag van Lika-Senj (ratio 1:2)

De vlag van Lika-Senj is wit met twee lichtblauwe banen aan de boven- en onderkant. In het midden staat het provinciewapen. De vlag werd aangenomen in 22 december 1995. Het wapen toont op lichtblauw een gele degenia, een lage op rotsen groeiende plant uit de mosterdfamilie. Deze plant is endemisch in het Velebit- en Kleine Kapela-gebergte en vormt het symbool van de streek.